# Ten pianostykker over Norske folkeviser
Ten pianostykker over Norske folkeviser is een verzameling werkjes van Eyvind Alnæs. Alnæss had in het verlengde van Edvard Grieg met zijn Norges melodier ook een drietal bundels vol met eigen interpretaties van volksmuziek volgeschreven. Zijn Ten pianostykker is daarvan weer het verlengde en Alnæs schuwde niet sommige van zijn vroegere bewerkingen opnieuw te bewerken en in zijn opus 39 op te nemen.
De tien stukjes zijn getiteld:
1. Herre Gudmund
2. Valdresvisen
3. Aasmund fregdegjævar
4. Dæ va einging ein kunge
5. Naar jenta er konfirmera
6. Aa ola, ola min eigen unge
7. Sæterreisen
8. Lensmannen hadd ei graaskjimra merr
9. Jeg legde mig saa sildig
10. Ho Guro